# ОШ „Емилија Остојић” ИО Средња Добриња
ОШ „Емилија Остојић” ИО Средња Добриња, у насељеном месту на територији општине Пожега, издвојено је одељење ОШ „Емилија Остојић” из Пожеге.
Зграда школе у Средњој Добрињи подигнута је 1939. године, а 1946. почиње извођење наставе у тада још недовршеној згради. Први
значајан тренутак у историји школе је 1952. година када је школа преобраћена у осмогодишњу, што је остала и до данас. Школа је првобитно носила име Радосава Ковачевића, народног хероја из овог краја. Била је то матична школа са издвојеним одељењима у Горњој и Доњој Добрињи и Папратишту.
Други значајан тренутак у историји школе је 1981. година када је ОШ „Радосав Ковачевић”, са својим издвојеним одељењима, а на основу самоуправног споразума, припојена ОШ „Емилија Остојић” у Пожеги. Ову школу похађали су ученици са подручја Табановића, док су ученици из села Папратишта имали своју школу. Данас је школа у Папратишту угашена због недовољног броја ђака.
Школа у Средњој Добрињи, некада просторно тесна да прими све ученике, данас броји свега 67 ђака, распоређених у два комбинована одељења млађих разреда, са две учитељице и четири одељења ученика старијих разреда којима предаје 17 наставника. Школа располаже са три објекта – две школске зграде и зградом у којој су смештене ђачка кухиња и фискултурна сала. Две школске зграде супотпуно реновиране 70-их година, после великих оштећења услед временске непогоде. Укупна корисна површина износи 700m² и обухвата осам учионица, богату библиотеку, опремљен кабинет за информатику, приступ интернету, као и савремену кухињу и фискултурну салу која је адаптирана 2011. године. 
Ученицима је на располагању и асфалтирани фискултурни полигон од око 600m². 